# 圭多爾
圭多爾（英語： /ɡwiːˈdɔːr/ gwee-DOR；愛爾蘭語： [ˌɡiː ˈd̪ˠoːɾʲ]）是爱尔兰多尼戈尔郡埃里格爾山山脚下的一个教区，人口超过四千，是爱尔兰最大的爱尔兰语教区，下辖五个村庄Bunbeg、Derrybeg、Dunlewey、Crolly、Brinlack。爱尔兰国立大学戈尔韦分校在此有一个校区。
此地属于愛爾蘭語區，居民母语是爱尔兰语而非英语，依照愛爾蘭《官方語言法》的規定，只有愛爾蘭語的地名具有法律地位，因此路標上的地名都是爱尔兰语。此地保留着许多爱尔兰传统文化习俗、音乐，加上优美的风景和沙滩，成为旅游胜地。